# 国鉄マヤ34形客車

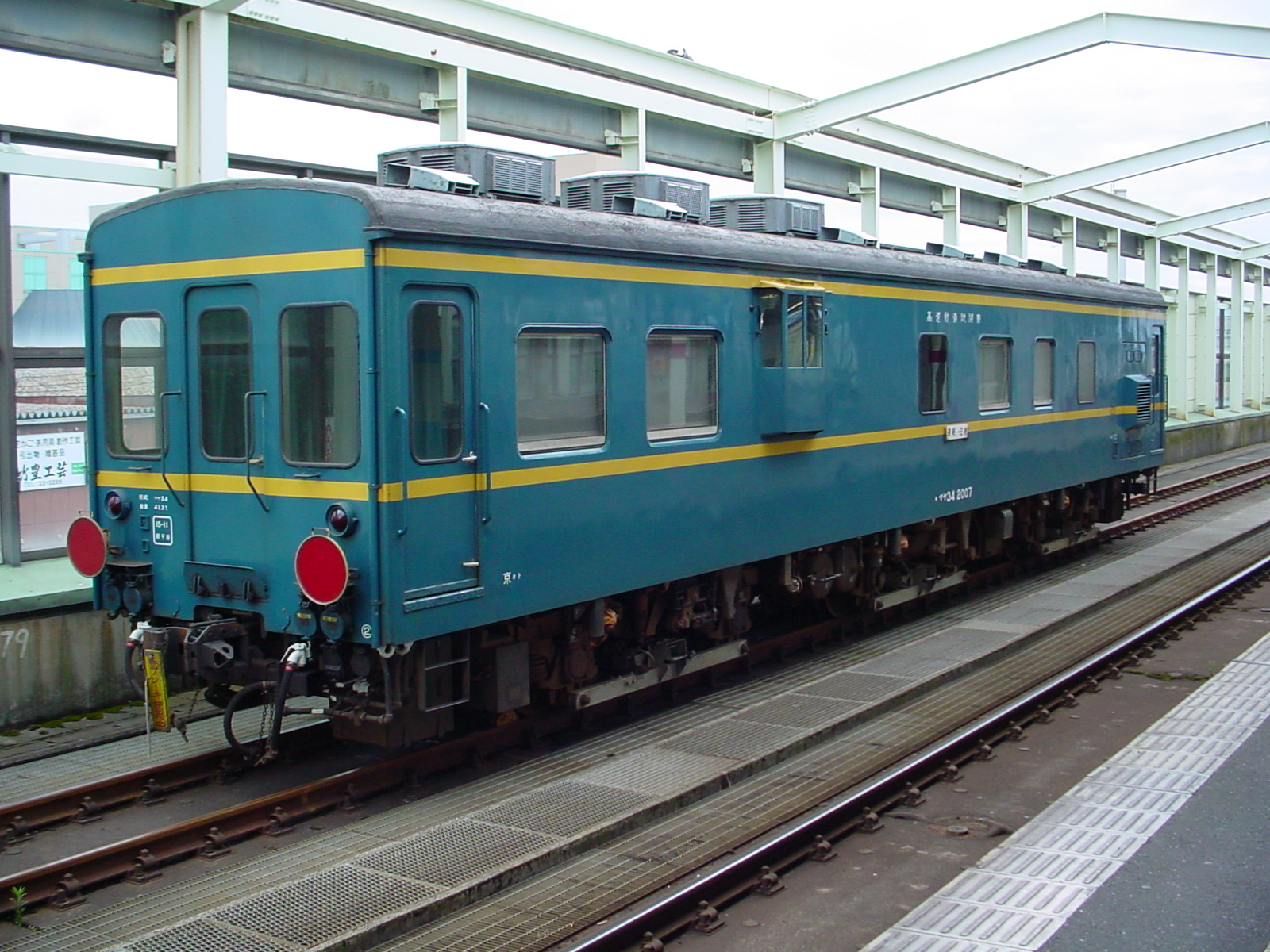
マヤ34 2007

マヤ34形客車（マヤ34がたきゃくしゃ）は、日本国有鉄道（国鉄）が製造した軌道検測用の事業用客車である。
用途の特殊性から現場および鉄道ファンの間では単にマヤまたはマヤ車、本形式を使用した検測列車をマヤ検と呼ぶこともある。

## 概要
線路に敷かれているレールは、列車が何度も上を通過しているうちに狂いが生じてくる。1950年代までは軌道の狂いの検測はもっぱら保線作業員に頼っていたが、列車の本数増加と高速化が進んだことから、列車として通常の速度で走行しながら軌道の検測を行う車両の研究が鉄道技術研究所により進められ、1959年（昭和34年）に本形式が開発された。
1981年（昭和56年）までに1・2002 - 2010の10両が製造された。メーカーは1のみ東急車輛製造で、以降の車両は日立製作所である。

## 車両概説
車体構造は当時増備が進められていた10系客車をベースにしているが、検測精度の関係上、走行時の振動による車体中央部のたわみが±0.25 mm以下という強固な構体と、両端台車の中心間距離を10 mとすることが必要となるため、車体長は1が17.5 m、室内容積を拡大した2002以降でも18.04 mと、自重（マ級）の割に短い。車両側面両端部に出入口を設けており、車端寄りには車体から張り出した観測用小窓が両側面に設けられている。
車内は測定室のほか寝室も設けられており、長期間に及ぶ検測にも対応するほか、各種検測・記録装置や冷房装置等の電源としてディーゼル発電セットを車端部に搭載する。
10 m 弦正矢法で検測を行うため台車は5 m間隔で配置され、1がTR56形、2002以降がTR202A形を3基装備する。これらの台車の位相の変化から検測装置が軌条の各種の狂いを同時に測定する。検測項目は高低・通り・水準・軌間・平面性・動揺の6項目で、その他に車両の速度・加速度・横圧も測定が可能である。これらの結果は記録紙に記録されるが、本形式にちなみマヤチャートと呼ばれる。
連結器は様々な車両と連結し牽引されることが想定されるためEF63などにも採用された双頭連結器を装備する。ジャンパ連結器は動力分散方式車両との制御用にKE59形2基が両渡り構造で、KE54形が片渡り構造で、電気暖房用KE3形が搭載される。制動装置は自動空気ブレーキであるが、通常のブレーキ管とは別に元空気溜管（MR管）を装備する。1を除き横軽対策が施工されている。

## 次車別解説

### 1→2501
1959年（昭和34年）に製造された。屋根の形状が10系客車と同様の深い丸屋根で、冷房装置は未搭載。片方の妻面には埋め込み式の前照灯2灯を装備し、なおかつその妻面の窓3枚（うち1枚は貫通扉窓）が非常に大きい縦長である。観測用出窓の傍に（鉄道車両としては珍しく）丸窓がある。以上のような特徴ある外観をしている。また、同系列としては唯一、新製時は蒸気暖房のみを装備していた。塗装はぶどう色2号の地色に黄1号帯の塗装であったが、のちに青15号の地に側面中央部、上部に黄1号の帯を1本ずつ配した塗装に塗り替えられた。1967年（昭和42年）に北海道用として耐寒耐雪改造（原番号+500、電気暖房設置併施で+2000）を施しマヤ34 2501へ改番された。分割民営化直前の1987年（昭和62年）に廃車。

### 2002 - 2007

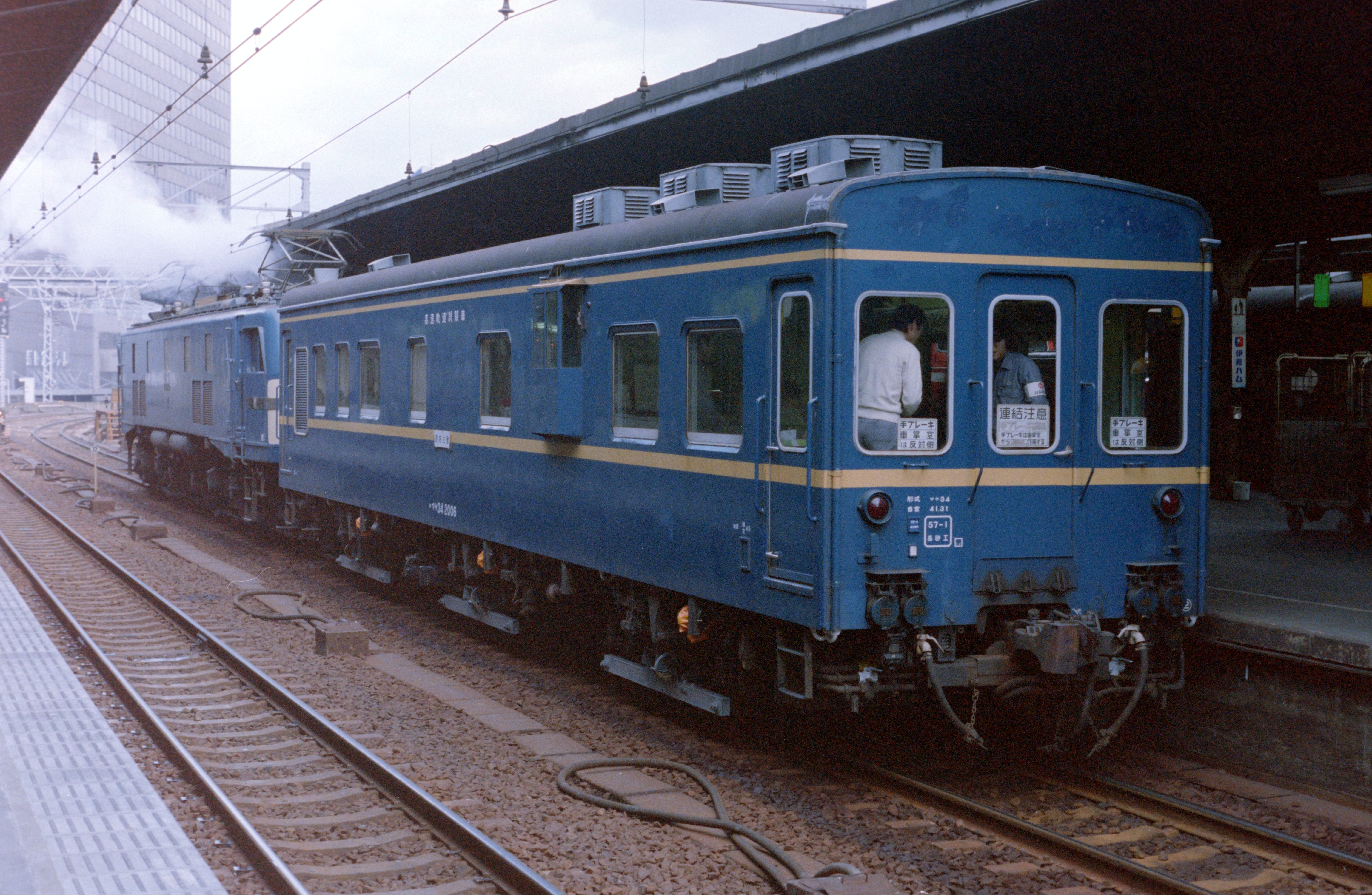
マヤ34 2006

ヨンサントオに向けて1965年（昭和40年） - 1967年（昭和42年）に増備されたグループ。外板色は製造当初から青15号となった。また、これ以降に製造された本形式は電気暖房を新製時から装備とした。以下の点で1から設計変更が行われた。
- 車体長の延長と台車をTR202A形に変更。台車間隔は変更できないため、両端のオーバーハングが伸びた。
- 平屋根となりAU12形分散式冷房装置3基を搭載。
- 冷房化により発電セットの電源容量強化が行なわれた。
- 妻面の前照灯は廃止、妻面の大型窓も縮小され、電源装置室の拡大と合わせて窓配置も変更された。

### 2008 - 2009

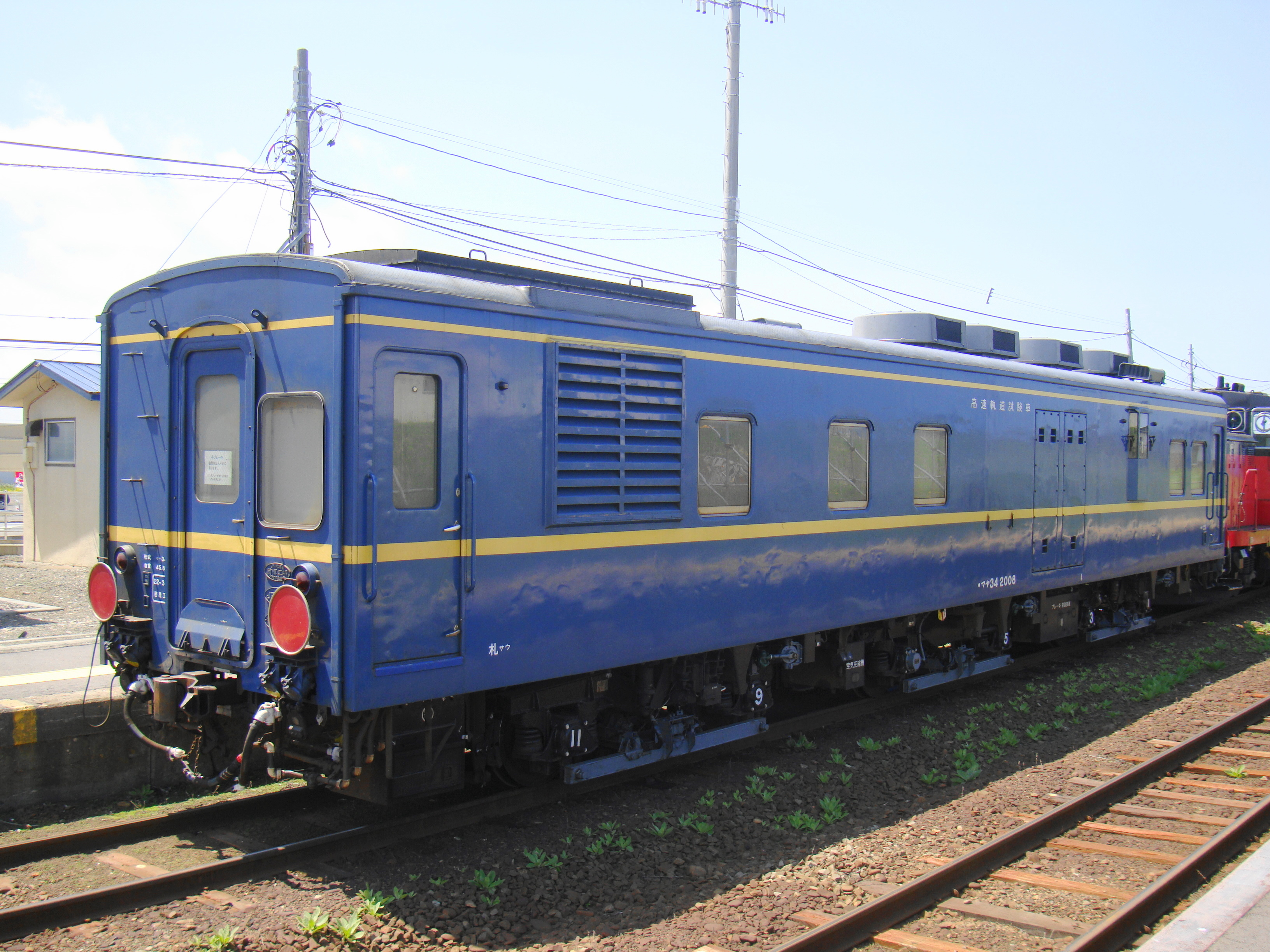
マヤ34 2008
浜小清水駅

国鉄線の線路状態悪化が問題視され始めた1978年（昭和53年）に増備されたグループ。以下の設計変更が行われた。
- 冷房装置がAU13形4基に変更。
- 電源装置の容量増大ならびに電源装置室の換気用ルーバー大型化と増設。
- 電源機関用ラジエーターが大型化されて屋根上に移設。
- 片側の車体側面中央に扉の追加設置。
- 側面窓配置の変更と妻面窓の小型化。

### 2010
1981年（昭和56年）に増備された。冷房装置がAU13形5基に変更。

## 改造
国鉄時代ならびにJR化後に行われた主な改造に関して解説する。

### 冷房化改造
1は1962年（昭和37年）に冷房化されたが、特殊構造のために以下の問題点があった。
- 屋根は深い丸屋根なので屋根上への冷房装置搭載が不可[注釈 2]
- 車体自体が検測の「定規」になる強固で特殊な車体構造をしていることから、オユ10等で行なわれたような屋根を低くする改造を施して冷房装置搭載スペースを確保する方法も不可。

このため一部の窓を埋め家庭用室外機のような外観の冷房装置を搭載した。

### 北海道向け耐寒耐雪強化工事
1へ1967年（昭和42年）に大船工場で同時に電気暖房化改造も施工し、2501へ改番。

### 近代化更新工事
1992年（平成4年）に大宮工場で2002に施工した大規模な更新改造工事。
- 屋根・車体構造を一新し、難燃化対策を行った。
- 電源装置をFD3305・TWH4に換装。
- 冷房装置はFTUR-300となり集中ダクト化を行った。
- 車体外部の塗色も従来と異なる白色地に青色・オレンジ色の2色帯のカラフルなものに改めた。
- 室内は測定室を全面改装し居住性が改善された。
- 従来の測定車輪による軌道検測は電磁式・光学式変位検出装置に置き換え、非接触方式による測定方式に変更。
- パソコンによる演算処理ならびにデータ解析の即応化が可能となった。

この更新改造で鉄道ファンなどから白マヤと呼ばれるようになった。光オイランの通称があるマヤ50 5001の改造落成後は、これと組み合わせて検測を行うこともあった。

### 冷房増設工事
JR東日本承継後の2004に施工。AU12形分散式冷房装置を1基増設して4基搭載とした。

### 妻面部ライト設置改造

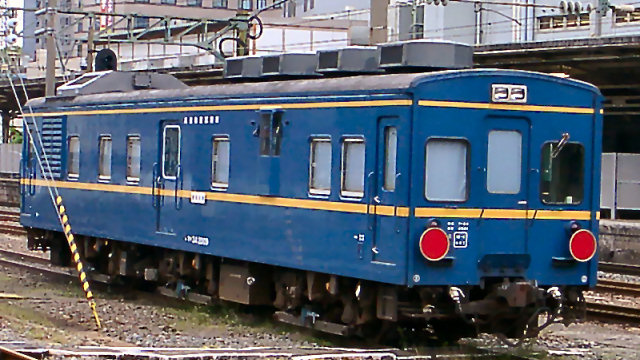
マヤ34 2009

JR九州承継後の2009に施工。妻面部貫通路上部に角型シールドビーム2灯が埋め込まれた。

## 運用の変遷
製造以来、日本各地の国鉄・JR線で定期的に本形式を用いた軌道検測を行っており、本形式単独の他、定期夜行急行列車（「はまなす」「だいせん」など）に併結して検測を行ったほか、第三セクター鉄道にも入線・軌道検測を行った実績がある。
私鉄では、伊豆急行のようなJRからの乗り入れが日常的に行われている路線や、東京急行電鉄・小田急電鉄・相模鉄道・西武鉄道・南海電気鉄道などJR線と物理的に線路が接続されている路線で本形式を用いた軌道検測の実績がある。
国鉄時代は札幌運転所（1両）・尾久客車区（5両）・向日町運転所（4両）に集中配置されていたが、1987年（昭和62年）の分割民営化時には直前に廃車となった札幌の2501を除いて尾久・向日町から転配という形を経てJR各社に承継された。しかし、製造から30年 - 40年経過しており、車両ならびに搭載機器類の老朽化や自動空気ブレーキに対応できる牽引車（機関車・電車）の減少のほか、以下の後継車両が落成し、本形式は廃車が進行した。
- 1996年（平成8年）に東海旅客鉄道（JR東海）が軌道検測機能を備えたキヤ95系を製造→1998年（平成10年）2月20日付で2010が廃車[8]。
- 2002年（平成14年）に東日本旅客鉄道（JR東日本）がE491系・キヤE193系を製造→2004年（平成16年）6月2日付で2002、8月26日付で2003、2015年（平成27年）8月11日付で2004が廃車[9][10]。
- 2006年（平成18年）に西日本旅客鉄道（JR西日本）がキヤ141系を製造→2005は2007年12月10日、2006は2008年3月31日、2007は2007年12月13日付で廃車[11]。
- 2017年（平成29年）5月に北海道旅客鉄道（JR北海道）がマヤ35を製造し[12]、2018年4月10日運用開始[13]→2018年10月31日付けで2008が廃車[14]。

2018年にJR北海道の2008が廃車となって以降、九州旅客鉄道（JR九州）が保有する2009がマヤ34の最後の1両として現役で運用されていたが、2024年にキハ220系を改造したBE220形「BIG EYE」に置き換えられ、9月25日に元SL人吉用50系客車と連結した団体旅行列車をもって退役した。
マヤ34車歴一覧（太字は車籍保有車両）
| 車両 番号 | 製造年度 | 国鉄時代 配置 | 分割民営化時 承継先 | 現状 （廃車年） | 現（最終） 配置基地 |
| --------- | -------- | ------------- | ------------------- | --------------- | ------------------- |
| 1→2501    | 1959年   | 尾久→ 札幌    | 廃車                | 1987年          | 札幌運転所          |
| 2002      | 1965年   | 尾久          | JR東日本            | 2004年          | 尾久車両センター    |
| 2003      | 1965年   | 尾久          | JR東日本            | 2004年          | 尾久車両センター    |
| 2004      | 1966年   | 尾久          | JR東日本            | 2015年          | 尾久車両センター    |
| 2005      | 1967年   | 向日町        | JR西日本            | 2007年          | 京都総合運転所      |
| 2006      | 1967年   | 向日町        | JR四国              | 2008年          | 高松運転所          |
| 2007      | 1967年   | 向日町        | JR西日本            | 2007年          | 京都総合運転所      |
| 2008      | 1978年   | 尾久          | JR北海道            | 2018年          | 札幌運転所          |
| 2009      | 1978年   | 向日町        | JR九州              | 2024年          | 熊本車両センター    |
| 2010      | 1981年   | 尾久          | JR東海              | 1998年          | 名古屋車両区        |